# Editura Casa Cărții de Știință
Casa Cărții de Știință este o editură înființată la Cluj-Napoca în 1992.

## Profilul
Funcționând din anul 1992, când Casa Cărții de Știință își propune valorificarea potențialului științific al universităților și institutelor de cercetare clujene, editura a devenit Casa multor cărți de pe Eroilor 6-8. Portretul activităților editoriale este conturat de meritul continuității și longevității, editura caracterizându-se, printre altele, prin deschiderea către mediul academic, cercetători, scriitori și traducători, pornind de la un nivel local și ajungând la fructuoase colaborări cu instituții culturale din întreaga Europă.
Intenția editorială inițială o constituia promovarea autorilor din domeniile științei: medicină, științe exacte, tehnică etc., însă echipa editorială a identificat că este necesară o diversificare tematică și a început să publice autori din sfera umanistă; astfel a apărut cartea literară, filosofică, religioasă, istorică și de artă. Interesele editoriale au continuat să se diversifice an de an și considerăm că cel mai important aspect al activității noastre profesionale este tocmai concentrarea în jurul editurii a numeroși profesioniști ai cărții (universitari, cercetători științifici, membri ai comunității academice locale și internaționale, scriitori și traducători), alături de care, prin valoarea, tenacitatea și probitatea profesională a acestora, Casa Cărții de Știință a reușit să susțină varietatea pieței de carte la nivel național, prin crearea diverselor colecții de specialitate. Dintre cele peste 6 000 de titluri care au văzut lumina tiparului de la înființarea editurii, numeroase sunt fundamentale, de mare anvergură pentru cultură și știință atât la nivel local, cât și la nivel național. Aceste lucrări apărute de-a lungul timpului au asigurată calitatea științifică datorită sistemului peer review realizat de comisia de referenți a editurii, dar, în cazul multor volume, rigurozitatea științifică este garantată și de autorii înșiși, personalități de valoare unanim recunoscută. De asemenea, experiența autorilor se întâlnește cu experiența redactorilor, într-un efort comun de îmbunătățire permanentă a calității cărților editate. Oliver Wendell Holmes Jr. afirma că „cea mai importantă parte a educației intelectuale nu este cea de a aduna informații, ci de a le face să prindă viață.” Pornind de la această premisă, echipa editorială își dorește ca, prin profesionalism, prin soluțiile oferite, seriozitatea și punctualitatea demonstrate, drumul editurii să fie deja netezit și, însoțit ca până în prezent, de competență.
În domeniul filologiei, publicăm atât volume de limbi și literaturi (română, maghiară și străină) ale universitarilor din întreaga țară (în special, din Cluj-Napoca, București, Oradea, Suceava, Galați ș.a.), precum și traduceri literare, volume de proză sau poezie. 
Diseminarea rezultatelor cercetărilor publicate de editura Casa Cărții de Știință în domenii umaniste este asigurată de o serie de acțiuni de care editura se preocupă să le îmbunătățească frecvent, adaptându-se permanent la comandamentele societății, progresul tehnologic, dar și la prioritățile românești și cele europene. Astfel, în primul rând, respectăm legea fondului de carte, prin distribuirea volumelor la Biblioteca Națională a României, alte biblioteci județene, precum și la Biblioteca Națională a Republicii Moldova. Datorită unei strânse relații cu bibliotecile județene din țară, suntem invitați  și participăm anual, atât cu vânzare de carte, dar și cu lansări de carte sau dezbateri, la târgurile și saloanele de carte organizate de biblioteci județene, precum: Biblioteca Județeană „Lucian Blaga” Alba, Biblioteca Județeană „I.S. Bădescu” Sălaj, Biblioteca Județeană „Ovid Densusianu” Hunedoara, Biblioteca Județeană „V.A.  Urechia” Galați ș.a. Menționăm aici și eficienta colaborare cu Biblioteca Județeană „Octavian Goga” Cluj, alături de care editura Casa Cărții de Știință a publicat importante volume de cercetare în domeniile umaniste, precum: Muzeul din bibliotecă. Fondul Emil Isac, vol. I: Istorie, bibliofilie, bibliografie (2017), semnat de Ghizela Cosma, Anca Docolin, cuvânt-înainte de Sorina Stanca, manager al bibliotecii județene; Primul Război Mondial în 3D – fotografii stereoscopice din colecțiile Bibliotecii Județene „Octavian Goga” (2018), semnat de colectivul bibliotecii județene, precum și titlurile Din istoria Clujului la feminin. Crochiuri biografice (2019), semnat de Ghizela Cosma, și Biblioteconomie pentru începători (2019), realizat de Biblioteca Județeană „Octavian Goga” Cluj și Asociația Bibliotecarilor din Bibliotecile Publice din România, Filiala Cluj. 
Tot un aspect important atât în diseminarea rezultatelor cercetărilor din domeniile umaniste, cât și în menținerea unei bune relații cu bibliotecile îl constituie diferitele donații pe care editura le realizează periodic către biblioteci. Cea mai importantă dintre acestea a constituit-o donația din anul 2018, când editura a trimis celor 41 biblioteci județene din țară câte un set din operele cu valoare istorică, semnate de Teodor Păcățian, Cartea de aur sau luptele naționale ale românilor de sub coroana ungară (vol. I-VIII) și George Barițiu, Părți alese din istoria Transilvaniei (vol. I-III), în urma colaborării cu Ministerul Culturii și Identității Naționale, prin programul destinat Aniversării Centenarului Marii Uniri.
Pentru a aduce în atenția cititorului specializat, dar și a celui nespecializat, rezultatele unor cercetări de specialitate, editura organizează, cu participarea autorilor și a altor personalități din domeniu, dezbateri, mese rotunde, unde, prin prezentarea volumelor publicate, Casa Cărții de Știință caută să vină în întâmpinarea intereselor cititorilor, dar și îndeplinirea obiectivelor editoriale, precum: observarea progresului cultural din epoci trecute până în prezent, protejarea identității naționale prin relevarea informațiilor cu un puternic conținut științific, promovarea activității de cercetare științifică, creșterea gradului de conștientizare a cititorilor la importanța culturii. 
Aceste evenimente le organizăm fie la nivel local, alături de colaboratori constanți ai editurii, precum Facultatea de Litere din cadrul UBB Cluj-Napoca, Institutul de Istorie „George Barițiu” al Academiei Române, Institutul Francez din Cluj-Napoca, Muzeul Etnografic al Transilvaniei, Muzeul de Artă din Cluj-Napoca, Biblioteca Județeană „Octavian Goga”, fie la nivel național, în cadrul târgurilor și festivalurilor de carte la care participăm, precum Târgul de carte Gaudeamus Radio România, Festivalul Internațional de Literatură și Traducere Iași ș.a. 
Tot pentru promovarea cercetărilor științifice publicate de editură, Casa Cărții de Știință postează anunțuri personalizate pe propriul site, bloguri specializate, pagina de Facebook, transmite comunicate de presă și spoturi publicitare, având până în prezent sprijinul mass-mediei (în special, Radio România Cluj, „Transilvania reporter”, „Făclia”). O importanță deosebită considerăm că o reprezintă și cronicile de carte publicate în revistele culturale și de specialitate din țară („Observator Cultural, „Viața Românească”, „Contemporanul”, „România literară”, „Tribuna”, „Făclia de Cluj”, „Viața medicală”, „Răsunetul”, „The Historical Review/ La Revue Historique”, Revista „Astra clujeană”, „Revue Internationale d’Études en Langues Modernes Appliquées/ International Review of Studies in Applied Modern Languages” etc.). 

## Domenii

### Filologie
Volumele publicate în domeniul filologie sunt structurate în colecțiile: belgica.ro (coordonată de Prof. univ. dr. emerit Rodica Lascu-Pop; colecție care reunește studii critice, teze de doctorat, traduceri literare și texte inedite publicate de Centrul de Studii de Literatură Belgiană de Limba Franceză, din cadrul Facultății de Litere Cluj-Napoca), colecția Grammatica (coordonată de Conf. univ. dr. habil Adrian Chricu, unde sunt publicate studii teoretice și aplicative de lingvistică teoretică și de lingvistică contrastivă sau comparativă; la baza multora dintre acestea se află teze de doctorat susținute cu succes în diferite universități din țară), colecția Hypothesis (coordonată de Prof. univ. dr. Ioana Bican; colecție în care fenomenul literar românesc este abordat la nivel universitar, studiile identificând argumentat curente, trenduri, personalități-reper, motive și teme esențiale, lucrări cu caracter monografic sau care inventariază semnalmente ale unor epoci distincte din istoria literaturii române), colecția Romanul francez actual (coordonată de Prof. univ. dr. Yvonne Goga și Conf. univ. dr. Simona Jișa; colecție care lucrări ale specialiștilor din țară și din străinătate, respectiv monografii, volume de studii și traduceri, tratând aspecte reprezentative ale genului romanesc de expresie franceză din ultimele decenii), colecția Nordica (coordonată de Prof. univ. dr. Sanda Tomescu Baciu; la baza căreia se află Seminarul internațional de traduceri literare norvegiene, organizat de Prof. univ. dr. Sanda Tomescu Baciu în colaborare cu Norwegian Literature Abroad – NORLA – din Norvegia, la Departamentul de Limbi și literaturi scandinave al Facultății de Litere UBB; colecția cuprinde studii consacrate literaturilor nordice, dar și traduceri literare direct din limbile nordice), colecția Biblioteca indiană (coordonată de dr. habil Mihaela Gligor, colecție înființată în urma colaborării cu Centrul clujean pentru studii indiene, dedicată cercetării tradițiilor indiene, filosofiilor, limbilor și religiilor Indiei), colecția de Limbi și literaturi străine (coordonată de redactor Alexandra Blendea, cuprinzând cercetări științifice în limbile franceză, italiană, germană, maghiară, în domeniile lingvistică, gramatică generativă, comunicare, cultură și civilizație sau studii critice).
Aceste colecții sunt rezultatul firesc al contactului direct cu numeroase departamente ale Universității Babeș-Bolyai Cluj și prezintă riguroase studii, cu impact major în domeniul filologie, lucrările acoperind nu doar epoci diferite, ci și tematici diferite, propuse și cercetate de autori cu diferite preocupări filologice, fapt care permite completarea unei palete largi de informații științifice.
Acestor colecții preocupate, în special, de valoarea științifică, li se adaugă colecțiile de traduceri literare, care creează un adevărat bagaj de trăiri și exprimări în acord cu diversitățile culturale, respectiv: Colecția Literatura Europeană Contemporană (coordonată de colectivul redacțional, cuprinzând titluri din limba spaniolă, franceză, italiană, germană, suedeză, norvegiană, polonă, slovacă, slovenă, cehă, macedoneană, neerlandeză, daneză etc., pentru a căror publicare beneficiem de sprijin financiar  – în forma unor granturi pentru publicare, obținute în primul rând datorită valorii colaboratorilor noștri, care provin mai ales din mediul universitar – de la instituții precum: Centre National du Livre Paris, Fédération Wallonie-Bruxelles, L'Organisation internationale de la Francophonie, Swedish Arts Council, Norla, Danish Agency for Culture, Ministerul Culturii, Educației și Sportului Madrid, Slolia, Trubar, Institutul Polonez, Ministerul Culturii al Republicii Cehe, Ministerul Învățământului și Științei din Republica Macedonia, Viadrina European University, Institutul Italian București, Nederlands Letterenfonds, Bundeskanzleramt Österreich Viena, ș.a. Din această colecție face parte și romanul Casă de zi, casă de noapte, al laureatei Nobel 2018 pentru literatură Olga Tokarczuk, traducere din limba polonă de Cristina Godun, precum și titluri semnate de numeroși autori importanți din literatura europeană: Antonio Muñoz Molina, Szczepan Twardoch, Gustaw Herling-Grudziński, Geneviève Damas, Henri Michaux, Carl Frode Tiller, Lidija Dimkovska, Goran Vojnović, Józef Mackiewicz, Monika Kompaníková, Maryam Madjidi, Georges Perec, Kari Fredrikke Brænne, Jean-Paul Didierlaurent, Bronisław Wildstein, Ilja Leonard Pfeijffer etc. Aceste proiecte de traduceri ar fi, însă, imposibile fără prețioasa muncă „meșteșugărească” a traducătorilor cu care colaborăm de mulți ani: Rodica Baconsky, Alina Pelea, Rodica Lascu-Pop, Constantin Geambașu, Cristina Godun, Sanda Tomescu-Baciu, Gabriela Lungu, Paula Braga Šimenc, Melania Stancu, Helliana Ianculescu ș.a.) și colecțiile Traducem Lumea și La feminin (coordonate de Prof. univ. dr. Rodica Baconsky).
Toate traducerile publicate implică menținerea colaborărilor cu edituri și agenții literare din Europa, iar fructuoasa relație cu acestea este dovedită de multitudinea traducerilor literare.
Un alt aspect esențial în editarea lucrărilor științifice din domeniul filologie este reprezentat de continuarea publicării diverselor reviste de specialitate, în care apar studii semnate de importanți universitari români și străini. Revistele sunt cu tematică stabilită pentru fiecare număr, dar și cu numere speciale tematice; dintre acestea, enumerăm: „Lingua. Language&Culture” (Babeș-Bolyai University Cluj-Napoca, „Lingua” Center), „Cultural Intertexts” (editor Michaela Praisler), „Communication interculturelle el littérature” (coordonatori: Alina Crihană și Simona Antofi), „Translation Studies” (Department of English, Faculty of Letters, “Dunărea de Jos” University of Galati), „Doc.eu Revistă cu profil academic” (Universitatea București), „Perspective – Didactica limbii și literaturii române” (ANPRO), „Echinox”. Acestor reviste li se adaugă alte publicații perioadice, precum: Dialogul slaviștilor din România a Departamentului de Limbi și literature slave, de la UBB Cluj-Napoca și Klausenburger Beitrage zur Germanistic a Departamentul de Limbă și Literatură Germană UBB al Facultății de Litere Cluj-Napoca. Longevitatea apariției acestor reviste este confirmată de conținutul științific substanțial și elementele de originalitate ale articolelor. Atât forma, cât și conținutul acestor lucrări respectă criteriile de publicare a revistelor de specialitate și, de asemenea, consolidează dialogul intercultural.

### Istorie
Volumele publicate în domeniul istorie și studii culturale sunt structurate în colecțiile: Biblioteca Valorilor Transilvane (coordonată de Acad. Ioan-Aurel Pop), Istorie modernă și contemporană (coordonată de Prof. univ. dr. Marcela Sălăgean și Prof. univ. dr. Ioan-Marius Bucur), Locuri transilvane (coordonată de dr. Marius Mureșan) și Evocări istorice (coordonată de Prof. univ. dr. Mircea Popa).
În centrul preocupărilor fiecărei colecții se află valorificarea istoriei naționale și locale prin redarea informațiilor clare, riguros documentate, care acoperă elemente de ordin istoric, cultural, social, din epoci trecute până în prezent.
Sub umbrela colecției Biblioteca Valorilor Transilvane, publicăm manuscrise vechi, documente de epocă, precum și documente programatice ale luptelor naționale de-a lungul vremii, esențiale pentru reconstituirea evenimentelor istorice. Obiectivele acestei colecții sunt: documentarea, cercetarea și editarea textelor. Acolo unde informațiile sunt susținute de un aparat iconografic, selectăm și prelucrăm fotografii de epocă din arhivele istoricilor, fondurile Arhivelor Naționale ale României și Muzeului de Istorie al Universității Babeș-Bolyai, Cluj-Napoca. Responsabilii de operațiunile de documentare și editare sunt universitari și cercetători istorici din țară. Colecția este completată de traduceri ale unor jurnale de călătorie în Transilvania, semnate de autori străini care au locuit sau au călătorit în spațiul transilvănean în secolul al XIX-lea. Scopul acestor volume este de a aduce în atenția publicului actual o reprezentare autentică a imaginii spațiului transilvănean din trecut, redată prin lentilele obiective ale străinului, venit din țări pentru care zona Europei Centrale și de Est reprezenta o necunoscută. Obiectivele și activitățile principale publicării acestora urmăresc traducerea volumelor de referință de către specialiști în domeniul literelor și istoriei, pentru păstrarea autenticității textului. Editarea volumelor din întreaga colecție facilitează accesul cititorului la texte vechi, redate acum într-o variantă facil de consultat, în condiții grafice moderne.
Colecția Istorie modernă și contemporană însumează studii cu caracter științific care urmăresc reconstituirea, cu ajutorul surselor istorice, a evenimentelor până în imediata contemporaneitate. O parte dintre titlurile reunite în cadrul acestei colecții sunt rezultatul studiilor doctorale, astfel că beneficiază de o validare științifică oferită prin intermediul comisiilor de specialitate, respectiv a referenților științifici. Volumele sunt delimitate atât diacronic, prin epoca istorică abordată, cât și tematic, prin raportarea la istoria românilor sau istoria universală ori prin realizarea unor analize privind politica, externă, ideologiile sau diplomația. Cele două cadre didactice care coordonează colecția, Prof. Ioan-Marius Bucur, Prodecanul Facultății de Istorie și Filozofie (UBB Cluj), și Prof. Marcela Sălăgean, cadru didactic titular în cadrul aceleiași facultăți.
Colecția Locuri transilvane, coordonată de dr. Marius Mureșan, unește lucrări monografice, științifice care ajută la o mai bună cunoaștere de către publicul larg a patrimoniului cultural local, oferind imagini complexe ale evoluției populației românești, pe parcursul a mai multor decenii, unele dintre volume începând cu suferințele reprezentate de experiența pe frontul războiului și continuând cu refacerea postbelică a Transilvaniei, reflectată prin experiența Clujului, ca centru al iradierii românismului.
Colecția Evocări istorice, coordonată de Prof. univ. dr. Mircea Popa, reprezintă o apologie adusă unor momente și personalități ale istoriei românești și universale. Caracterizată printr-un mod eclectic de alegere a volumelor, colecția evocă figuri ca B. P. Hasdeu, Iuliu Hațieganu, Vasile Ladislau Pop, Ion Bozdog, Jean-Jaques Rousseau, Thomas Jefferson, John F. Kennedy etc., acestea cuprinzând atât epoci istorice, cât și spații geografice diferite, dar în egală măsură diverse curente de gândire și viziuni asupra lumii.
Aceste colecții sunt rezultatul firesc al contactului direct cu numeroși universitari din țară, cu Departamentul de istorie medievală, premodernă și istorie a artei și Departamentul de studii internaționale și istorie contemporană ale Facultății de Istorie și Filosofie din cadrul Universității Babeș-Bolyai și prezintă riguroase studii prin care editura dorește să crească nivelul diseminării istoriei locale și naționale și își asumă responsabilitatea socială de educare a cititorilor și de conservare a unor surse istorice inedite. În plus, editarea și publicarea acestor volume constituie efecte durabile, cu această ocazie de multiplicare și aducere la actualitate.
Un alt aspect esențial în editarea lucrărilor științifice din domeniul istorie este reprezentat de continuarea publicării diverselor reviste de specialitate, în care apar studii semnate de importanți universitari români și străini. Cele două reviste științifice și culturale publicate sub egida editurii sunt revista „Astra clujeană”, editată de Asociația Transilvană pentru Literatura Română și Cultura Poporului Român (ASTRA), și „Revista Philohistoriss”, editată în cadrul Facultății de Istorie și Filosofie a Universității Babeș-Bolyai, care cuprinde studii de specialitate ale doctoranzilor și cercetătorilor din centre universitare naționale și internaționale.

### Filosofie
Volumele publicate în domeniul filozofie sunt structurate în colecțiile: Diaphora (coordonată de Conf. univ. dr. Ciprian Mihali) și Praxis (coordonată de Prof. univ. dr. Dan Eugen Rațiu).
Aceste colecții sunt rezultatul firesc al contactului direct cu numeroase departamente ale Facultății de Istorie și Filozofie din cadrul Universității Babeș-Bolyai și prezintă riguroase studii, cu impact ridicat în domeniul filozofie, lucrările acoperind tematici, curente și personalități diferite, propuse și cercetate de autori cu diferite preocupări umaniste, fapt care facilitează completarea unei palete largi de informații științifice și, de asemenea, valorifică susținerea dialogului intercultural. Volumele sunt atât colective, dintre autori fiind universitari din întreaga țară, cât și cu autor unic. Pe lângă aceste riguroase studii, din colecția Praxis fac parte și traduceri specializate.
Toate traducerile publicate implică menținerea colaborărilor cu edituri și agenții literare din Europa, iar fructuoasa relație cu acestea este dovedită de multitudinea traducerilor literare. 

### Teatru
Volumele publicate în domeniul teatru și artele spectacolului sunt structurate în colecțiile: Colecția de Teatru, Seria de autor Robert Cohen, Cuvinte din și despre teatru, coordonate de Prof. univ. dr. Anca Mănuțiu, și Uniart colection coordonată de Prof. univ. dr. Nic Ularu. Acestea acoperă aproape toate ramurile ale acestui complex câmp al artei, de la teorie teatrală la practica spectaculară: dramaturgie, hermeneutică, pedagogie, istorie a teatrului.
Întâia colecție, creată cu sprijinul profesionist al coordonatorului Anca Mănuțiu, a fost înființată în 2007 și constituie colecția de carte de teatru a Facultății de Teatru și Televiziune a Universității Babeș-Bolyai, structurată la rândul său în trei secțiuni: scrieri ale practicienilor, eseuri și colocvii.
Volumele de teatru au beneficiat de numeroase lansări de carte, printre care și prezentări în cadrul Întâlnirilor internaționale de la Cluj. De asemenea, editura a editat și a publicat volumele care au beneficiat de punere în scenă la Teatrul Național Cluj-Napoca, respectiv Bzzap!, de Robert Cohen, traducere de Eugen Wohl, Cine spală oala de mămăligă, texte de Daniel Tiutiu.

## Adresa
- Editura are sediul în Cluj, cod 400129, Bulevardul Eroilor, nr. 6-8
  - Tel./fax: 0264-431920
  - e-mail: editura@casacartii.ro